# Ministère des Eaux et Forêts
Pour les articles homonymes, voir Ministère des Eaux et Forêts.
Le ministère des Eaux et Forêts est un ministère de Côte d'Ivoire.

## Histoire
L'Administration des Eaux et Forêts existe depuis 1900.
Il a fait l'objet d'un audit le 23 février 2022 à la suite du départ d'Alain-Richard Donwahi et de son remplacement par Laurent Tchagba.

## Actions
Le 23 mars 2023, Laurent Tchagba retire le miel et le beurre de karité de la liste des produits ligneux (qui contiennent du bois).